# シロウリ

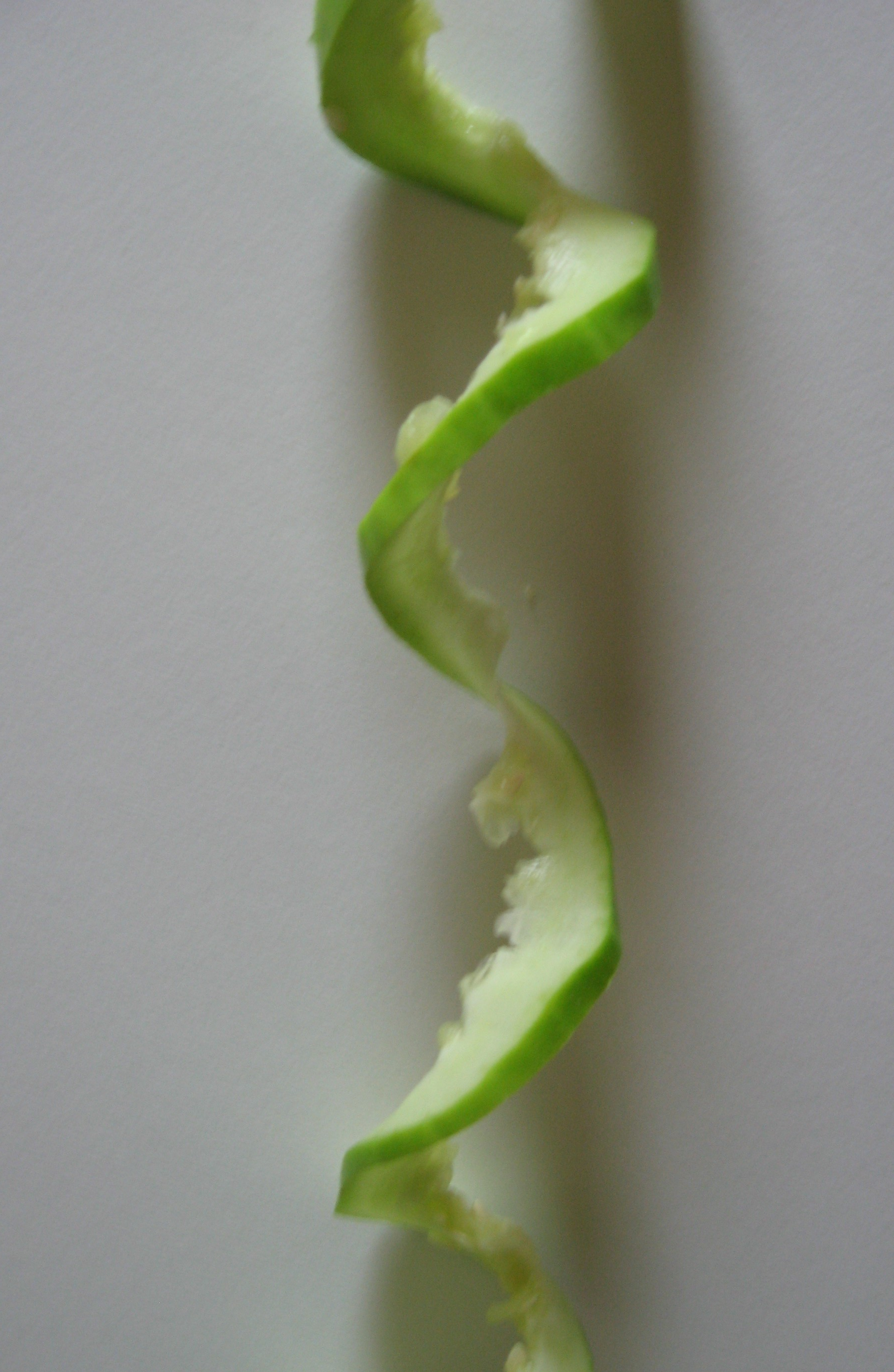
シロウリの雷干し

シロウリ（白瓜・越瓜、学名: Cucumis melo var. utilissimus ‘Albus’ ）は、ウリ（メロン）の品種。また、その果実のこと。アサウリ、ツケウリ、カタウリ、モミウリ、マルヅケウリとも。夏の季語。実は熟しても甘くならないのが特徴。
和名は、完熟すると皮の色が白っぽくなることにちなむ。身が緻密で味が淡白であるため、奈良漬けなどの漬物での利用が適している。種を抜いて螺旋状に切り塩をして干したものは雷干し／雷乾し（）と呼ばれ、夏の風物詩であった。
シロウリのなかまのはぐらうりは、パリパリした食感が特徴の漬物向きの青果で、千葉県などで多く生産されている。愛知県の尾張地方には、かりもりという品種がある。

## 生産
戦後の日本において、家庭で漬物を作る機会が減り、青果としての流通量も減少した。地方には在来品種も根強く残っているが、広域に流通するものは少ない。主産地は徳島県と千葉県で、旬の6 - 8月に流通する。
地域特産野菜生産状況調査 / 確報 令和2年産
作付面積(ha) / 収穫量(t) /出荷量(t)
全国 67 / 3,080 / 2,970 

### ランキング（収穫量上位5位まで）
1.徳島 30 / 1,800 / 1,800
2.千葉 12 /    773 /    708
3.愛知   1 /      78 /     72
4.福岡   2 /      72 /     69
5.大阪   1 /      63 /     54

## 利用
キュウリよりも果肉が緻密で、漬物に向いており、奈良漬けなどなどの代表的な素材となっている。キュウリよりも水分は少なく、ウリ特有の香りがあり、味は甘みもなく淡泊である。漬物にするとシャキシャキした歯ごたえがある。熟したものは歯切れが悪い。
淡泊な味わいであることから、調理方法は味の濃い漬物に適している。薄切りにして塩を振って水分を抜いてから、酢の物、和え物にしたり、椀種としても食べられる。種を抜いてらせん状に切り、塩を振って干した「雷干し」を酢の物にしたり、そのまま醤油と鰹節をかけて食べられることもある。
様々な郷土料理の食材にされている。（）内の地域名は主な伝承地域。
- あちゃら漬け（あちゃらづけ）（福岡地方）[7]
- 瓜の鉄砲漬（うりのてっぽうづけ）（千葉県成田市・香取市）[8]
- かりもりの粕漬け（かりもりのかすづけ）（愛知県全域）[9]
- 奈良和え（ならあえ）（奈良県内全域）[10]

### 栄養価
独特の歯ごたえから食物繊維が多そうにみえるが、野菜としては少ない方の部類に入る。漬物にしたときは塩分量が相当高くなる。